# Acanthophyllum coloratum
Acanthophyllum coloratum là loài thực vật có hoa thuộc họ Cẩm chướng. Loài này được (Preobr.) Schischk. mô tả khoa học đầu tiên năm 1937.